# Gino Taihuttu
Gino Taihuttu (Venlo, 23 november 1982) is een voormalige Nederlandse profvoetballer van Molukse afkomst die voor Fortuna Sittard heeft gespeeld. Gino dankt zijn naam aan een grappige woordspeling bedacht door vader John. Gino's moeder heet Nellie, zij was fan van zanger Gino Vanelli. John bedacht "Gino van Nellie".

## Loopbaan
Mede dankzij 17 doelpunten van clubtopscorer Taihuttu werd SV Milsbeek in 2003 kampioen in de Vierde klasse. Na een oefenwedstrijd met het Moluks Elftal tegen Fortuna Sittard maakte hij vervolgens de overstap van het amateurvoetbal naar de Sittardse eerstedivisionist. Daar debuteerde hij op 24 oktober 2003 in het eerste elftal tijdens een thuiswedstrijd tegen Emmen (1-3), als invaller voor Jo Geerinckx. Twee jaar later keerde de aanvaller terug naar de amateurs.

## Profstatistieken
| Seizoen | Club            | Competitie     | Competitie | Competitie | Beker | Beker | Playoffs | Playoffs | Totaal | Totaal |
| Seizoen | Club            | Competitie     | Wed.       | Dlp.       | Wed.  | Dlp.  | Wed.     | Dlp.     | Wed.   | Dlp.   |
| ------- | --------------- | -------------- | ---------- | ---------- | ----- | ----- | -------- | -------- | ------ | ------ |
| 2003/04 | Fortuna Sittard | Eerste divisie | 12         | 1          | 0     | 0     | —        | —        | 12     | 1      |
| 2004/05 | Fortuna Sittard | Eerste divisie | 15         | 1          | 2     | 3     | —        | —        | 17     | 4      |
| Totaal  | Totaal          | Totaal         | 27         | 2          | 2     | 3     | 0        | 0        | 29     | 5      |

## Trivia
Gino Taihuttu is een zoon van John Taihuttu, eveneens een oud-profvoetballer bij VVV-Venlo en Fortuna Sittard. Zijn broer Didi is een bekende ondernemer en promotor van bitcoin (en andere soorten van cryptogeld) die met zijn gezin bekend werd als 'de Bitcoinfamilie'.